# هنري فيتزروي
 هنري فيتزروي دوق ريتشموند وسومرست  (15 يونيو 1519 - 23 يوليو 1536) الابن غير الشرعي للملك هنري الثامن ملك إنجلترا من عشيقته المراهقة إليزابيث بلونت، وهو الوحيد من أبناء الملك غير الشرعيين الذي اعترف به. توفي هنري فيتزروي في عمر السابعة عشر بمرض السل.

## وصلات خارجية
- هنري فيتزروي على موقع الموسوعة البريطانية (الإنجليزية)

- About Henry Fitzroy